# إيرل ستريكلاند
إيرل ستريكلاند (بالإنجليزية: Earl Strickland) هو لاعب بلياردو أمريكي ‏ أمريكي، ولد في 8 يونيو 1961 في كلينتون في الولايات المتحدة.